# Adolf Ott (Priester)
Adolf Ott (* 12. September 1869 in Hechingen, Hohenzollernsche Lande; † 28. April 1926 in Köln) war ein deutscher katholischer Priester und Offizial.
Der zum Dr. theol. et phil. promovierte Ott wurde am 10. Juli 1892 in Eichstätt zum Priester geweiht, wo er auch bis 1896 in der Seelsorge tätig war.
Nach einem von 1896 bis 1899 andauernden Studium der Rechts- und Staatswissenschaften, wurde er 1899 Präbendar in Breisach, von wo aus er 1903 in die Militärseelsorge ging. Hier war er von 1914 bis 1916 Divisionspfarrer und wurde am 22. November 1919 Domkapitular in Köln.
Seit dem 26. März 1920 als Generalvikariatsrat in der Verwaltung des Erzbistums tätig, wurde er am 17. März 1921 zudem Prosynodalexaminator und am 5. Oktober 1923 von Erzbischof Kardinal Karl Joseph Schulte zum Offizial ernannt.